# Кюлаярв
Кюлаярв (эст. Külajärv, Plaani järv, Suurjärv, Plaani Küläjärv) — сточное пресное озеро в уезде Вырумаа, Эстония. Средняя площадь водного зеркала составляет 23,1 га. Озеро является истоком реки Пиуза, относящейся к бассейну Псковского озера.
На берегу расположен населённый пункт Плаани (Plaani). По правому берегу озера проходит автодорога 161. Берега в основном хорошо облесены.
В ихтиофауне присутствуют обычные для этих мест: обыкновенная плотва, речной окунь, щука, золотой карась, линь, обыкновенный ёрш, красноперка, налим, язь, вьюн, щиповка, пескарь, речной рак.
В буквальном переводе с эстонского Кюлаярв означает «деревенское озеро».
Акваторию озера, как и соседнего с ним озера Аласъярв (Alasjärv), на 0,5 км ниже по течению реки Пиуза, в свой состав включает природный парк Хаанья, образованный ещё в 1957 году.